# Boquim
Boquim est une ville brésilienne du sud de l'État du Sergipe.

## Géographie
Boquim se situe par une latitude de 11° 08' 49" sud et par une longitude de 37° 37' 15" ouest, à une altitude de 165 mètres.
Sa population était de 24 478 habitants au recensement de 2007. La municipalité s'étend sur 215 km2.
Elle est le principal centre urbain de la microrégion de Boquim, dans la mésorégion Est du Sergipe.